# Hagakure
Hagakure ("în umbra frunzelor", în limba japoneză) este ghidul practic și spiritual războinicului, o colecție de aforisme ale samuraiului Yamamoto Tsunetomo, un fost discipol al lui Nabeshima Mitsushige, al treilea stăpînitor al actualei prefecturi Saga din Japonia. Tashiro Tsuramoto a adunat aceste aforisme într-o colecție, după conversațiile avute cu Tsunetomo între anii 1709 și 1716; lucrarea a fost publicată mulți ani mai tîrziu.